# Örarna (vid Saverkeit, Houtskär)
Örarna är en ö i Finland. Den ligger i Skärgårdshavet och i kommunen Pargas i landskapet Egentliga Finland, i den sydvästra delen av landet. Ön ligger omkring 54 kilometer sydväst om Åbo och omkring 200 kilometer väster om Helsingfors.
Öns area är 2,6 hektar och dess största längd är 360 meter i öst-västlig riktning. Närmaste större samhälle är Korpo, 11,7 km sydost om Örarna.